# معدات رياضية

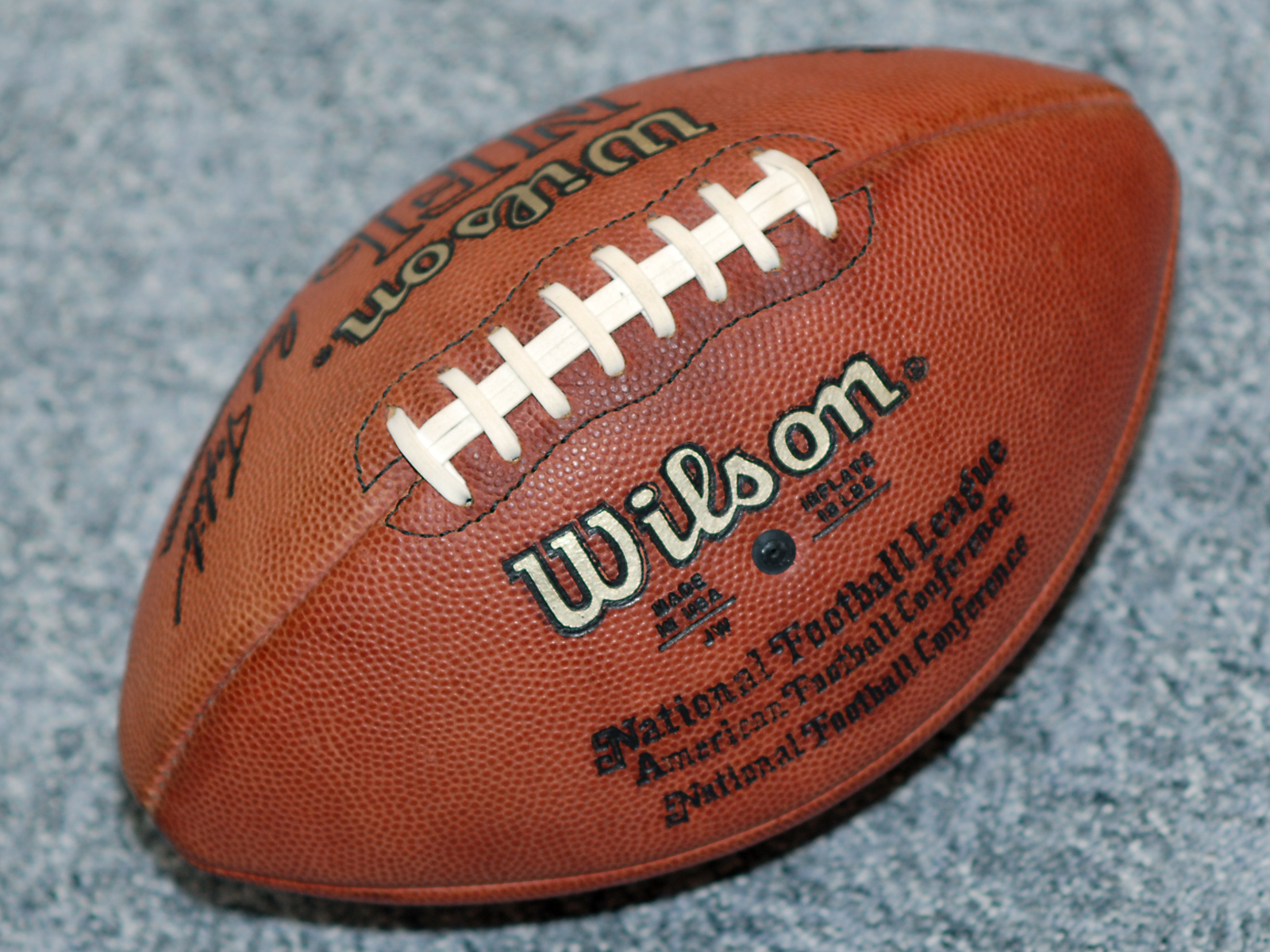
الكرة الرسمية لدوري كرة القدم الأمريكية في الفترة من 1990 إلى 2005

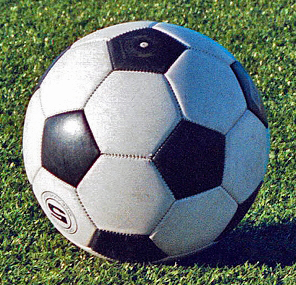
الكرة أديداس تيليستار ذات تصميم المجسم العشريني غير متساوي الأوجه باللون الأبيض والأسود التقليدي.

المعدات الرياضية (Sports equipment) هو مصطلح عام يشير إلى أي شيء يُستخدم في الرياضة أو التمارين الرياضية. ومن أمثلة المعدات الرياضية:

## الكرات
تُستخدم الكرات في ألعاب الكرة، بما فيها ألعاب كرة القدم.

## معدات التمارين الرياضية
تتضمن أمثلة معدات التمارين الرياضية كرات التمارين والأوزان، وهي معدات صالة التمارين. بالإضافة إلى معدات الحماية، مثل أحزمة رفع الأثقال وقمصان تمارين عضلة الصدر البنش المستخدمة في تمارين رفع الأثقال ورياضة القوة.

## الصحون الطائرة
تُستخدم الصحون الطائرة في بعض الألعاب، مثل جولف القرص والصحن الطائر.

## لباس القدم
يتضمن لباس القدم الرياضي:

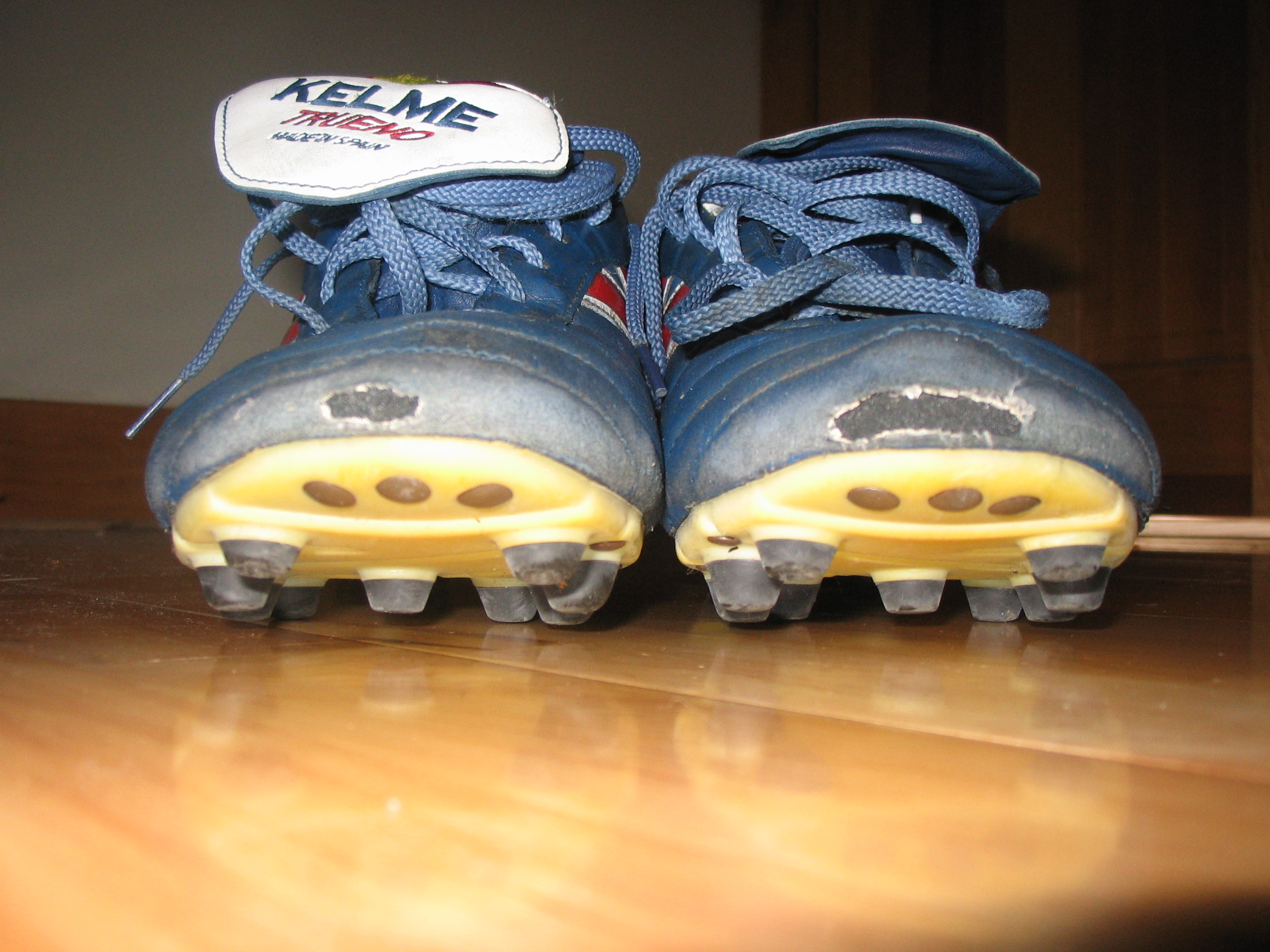
نتوءات الأحذية الرياضية

- ألواح ركوب الأمواج والتزلج بالألواح والتزلج على الماء والتزلج على الثلوج
- المزلجات الخاصة ببعض الرياضات، مثل التزلج بمزلجة ذات عجلات والتزلج على الجليد
- زلاجات التزلج على الجليد والتزلج على الماء
- أحذية كرة القدم ونتوءات حذاء كرة القدم المنفصلة
- مسامير حذاء الكريكيت
- حذاء الجولف
- نتوءات حذاء مسارات الركض
- الأطراف التعويضية مثل شفرة الجري في أقدام الفهد Cheetah Flex-Foot

## المرامى

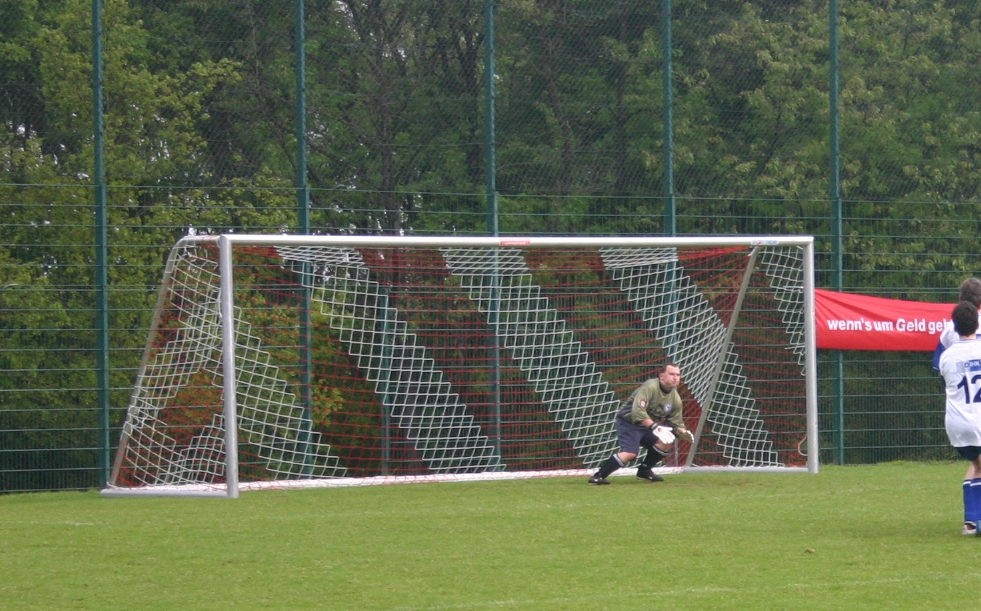
مرمى لعبة كرة القدم

في العديد من الألعاب، تكون المرامى في طرفي أرض الملعب، حيث يوجد عمودان رأسيان (أو قائمان) يدعمان عارضة أفقية. وفي بعض الألعاب، مثل لعبة كرة القدم أو الهوكي، يكون الهدف هو تمرير الكرة بين العمودين تحت العارضة، بينما في ألعاب أخرى، مثل تلك الألعاب المعتمدة على الرغبي، ينبغي بدلاً من ذلك تمرير الكرة فوق العارضة.

## الشباك
تُستخدم الشباك في كرة المضرب والكرة الطائرة وكرة القدم وكرة السلة والبدمينتون (تنس الريشة).
بينما تُستخدم أنواع مختلفة من الشباك في أشكال متنوعة من صيد السمك.

## معدات الحماية
عادةً ما يتم ارتداء معدات الحماية في عدد من الرياضات، من بينها رياضة سباق السيارات والرياضات التي يكون فيها احتكاك بدني بالخصم، مثل هوكي الجليد وكرة القدم الأمريكية أو الرياضات التي تنطوي على خطر التعرض لإصابة من خلال الاصطدام باللاعبين أو بأشياء أخرى. وتتضمن معدات الحماية:
- خوذة كرة القدم
- الحزام الرياضي الواقي
- واقيات الفم
- واقيات الرجل

## الراح (المضارب)
تُستخدم الراح في رياضات الراح، مثل كرة المضرب والإسكواش والبدمينتون.

## الصنانير ومعدات الصيد

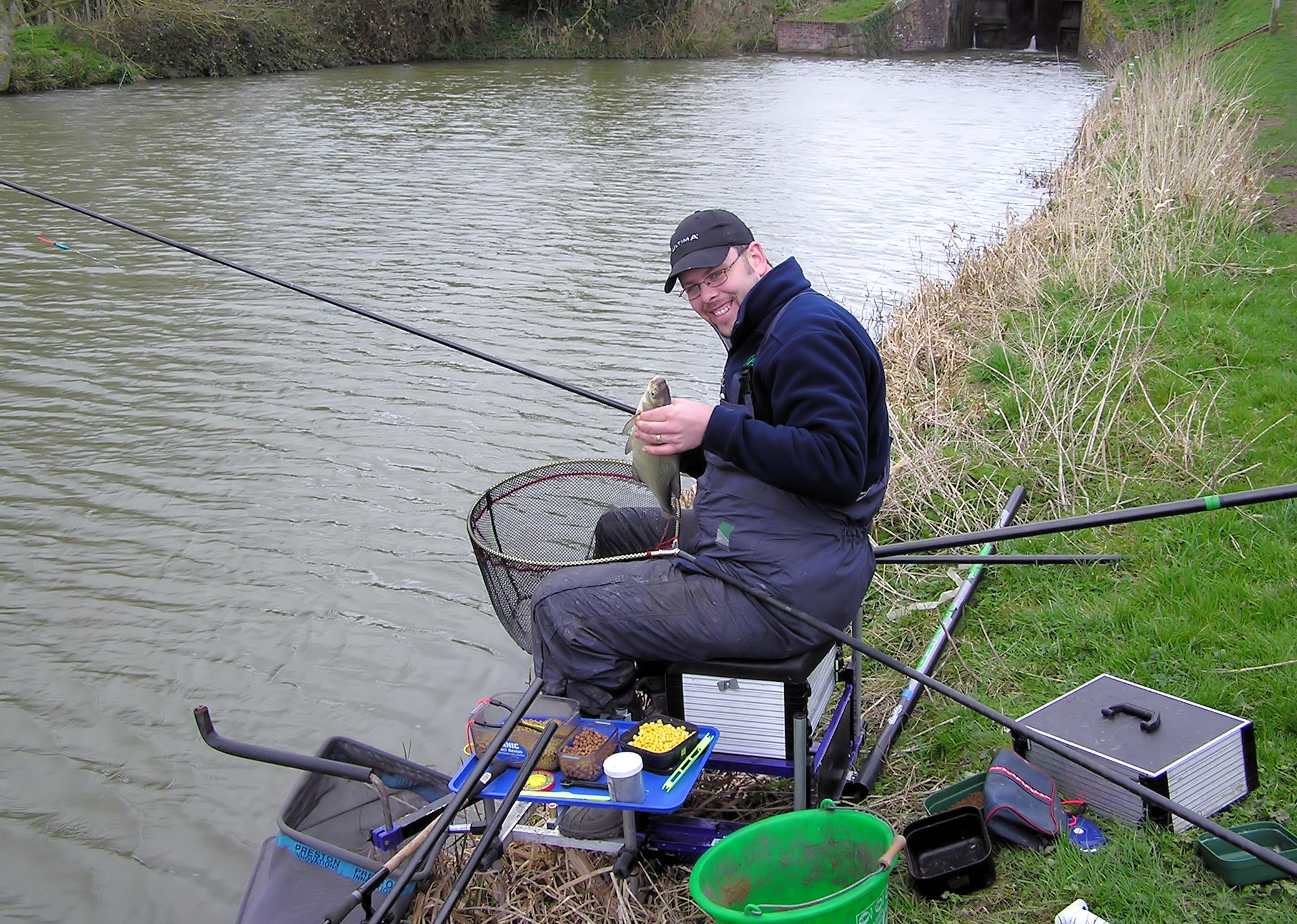
صياد سمك على قناة كينيت وآفون، إنجلترا، حوله معدات الصيد

تُستخدم صنانير الصيد ومعدات الصيد في الأساس في صيد السمك والصيد الرياضي.

## العُصيان والمضارب والمياجير
تُستخدم العُصيان في رياضات، مثل الهوكي واللكروس.
تُستخدم المضارب في رياضات، مثل كرة القاعدة (البيسبول) والكريكت.
تُستخدم المياجير في الأساس في رياضة الجولف (ميجار الجولف)

## المركبات
يتم استخدام المركبات (متخصصة أحيانًا) كمعدات في بعض الرياضات، مثل رياضة سباق السيارات وركوب الدراجات والملاحة الجوية والإبحار والتحليق بمناطيد الهواء الساخن.

## الويكيت والقواعد
تُستخدم الويكيت والكفالات في لعبة الكريكيت.
وتُستخدم القواعد في كرة القاعدة

## أنواع متنوعة من الرياضات
| - الفئة:المعدات الرياضية (أنواع متنوعة من الرياضات) - ألعاب القوى - ملابس ومعدات لعبة كرة القدم - ملابس ومعدات كرة القاعدة - معدات التسلق - معدات الكريكيت | - معدات الجولف - معدات هوكي الجليد - معدات التزلج على الثلوج - معدات الترياثلون (السباق الثلاثي) - [<a href="http://topbaseballs.com">http://topbaseballs.com</a> "أفضل معدات كرة القاعدة"] |